# Ticker (Film)
Ticker ist ein US-amerikanischer Actionfilm aus dem Jahre 2001. Regie führte B-Filmer Albert Pyun. Der Film kam direkt auf DVD bzw. Video heraus.

## Inhalt
Alex Swan ist ein Bombenleger, der seine „Arbeit“ als Kunst versteht. Detective Nettles kommt ihm auf die Spur, kann jedoch nur Swans Freundin festnehmen. Um diese freizupressen, kündigt Swan neue Bombenanschläge an. Nettles arbeitet mit dem Bombenexperten Frank Glass um Swan endgültig zur Strecke zu bringen. Hierfür setzten sie dessen Freundin als Lockvogel auf freien Fuß.

## Kritik
„Simpel strukturierter, routiniert inszenierter Actionfilm nach gängigen Mustern des Genres. Dennis Hopper steigt einmal mehr in die Niederung des B-Film-Fieslings hinab.“

## Auszeichnungen
- Der Film gewann 2002 den Home Entertainment Award in der Kategorie Best Renting Direct-To-Video Title by an Independent Studio.